# Love at First Hate
Love at first hate (Thai: มารร้ายคู่หมายรัก) ist eine thailändische Fernsehserie. Produziert von GMMTV zusammen mit On & On Infinity, war die Serie eine von zehn Fernsehserien, die 2018 von GMMTV in ihrem „Series X event“ am 1. Februar 2018 präsentiert wurden. Die Premiere war am 14. September 2018 auf One31 und LINE TV. Die Serie wurde jeweils freitags um 22:00 bzw. 23:00 Uhr ICT ausgestrahlt und endete am 7. Dezember 2018.

## Handlung
Kluay, eine erfolgreiche junge Schauspielerin, ist zu einem Fotoshooting in einem Hotel an der Küste Thailands. Im selben Hotel nimmt Dr. Pup, ein junger Arzt, an einem Ärztekongress teil. Durch vertauschte Schlüsselkarten landet er versehentlich in Kluays Hotelzimmer. Nachdem sie unwissend die Nacht nebeneinander im selben Bett verbracht haben, werden sie am Morgen von Reportern überrascht, die diese vermeintliche Affäre sofort über Social Media verbreiten.
Um Kluays Reputation und somit ihre Karriere zu retten, geben Kluay und Dr. Pup offiziell bekannt, ein Paar zu sein, obwohl sie sich von der ersten Begegnung an nicht leiden können. Weitere Verwicklungen führen dazu, dass die beiden erst ihre Verlobung bekanntgeben, und dann sogar offiziell heiraten und zusammenleben, dabei aber weiter gegenüber Eingeweihten behaupten, das nur Kluays Karriere zuliebe tun. Insgeheim aber haben sich beide, ohne es einander einzugestehen, längst ineinander verliebt.

## Besetzung

### Hauptdarsteller
- Yuke Songpaisan (Son) als Paniti / Dr. Pup
- Worranit Thawornwong (Mook) als Kluay

### Nebendarsteller
- Carissa Springett als Ploy
- Weerayut Chansook (Arm) als Tawan
- Sivakorn Lertchuchot (Guy) als Dr. Oh
- Seo Ji Yeon als Soncha
- Watchara Sukchum (Jennie) als Joob
- Phakjira Kanrattanasood (Nanan) als Dr. Mint
- Apasiri Nitibhon (Um) als Mae Napa
- Thanongsak Suphakan (Nong)
- Prachakorn Piyasakulkaew (Sun) als Dr. Golf

## Soundtracks
| Titel in Thailändisch | Romanisierter Titel            | Sänger                               | Einzelnachweis |
| --------------------- | ------------------------------ | ------------------------------------ | -------------- |
| จริงใจหรือแกล้งให้ไหวหวั่น  | Jing Jai Reu Klang Hai Wai Wan | Worranit Thawornwong (Mook)          | [ 7 ]          |
| เสียงที่ดังไม่พอ           | Sieng Tee Dung Mai Paw         | Phurikulkrit Chusakdiskulwibul (Amp) | [ 8 ]          |